# Cyrtochilum gracielae
Cyrtochilum gracielae är en orkidéart som beskrevs av Stig Dalström. Cyrtochilum gracielae ingår i släktet Cyrtochilum, och familjen orkidéer.
Artens utbredningsområde är Bolivia. Inga underarter finns listade i Catalogue of Life.